# Provanna chevalieri
Provanna chevalieri is een slakkensoort uit de familie van de Provannidae. De wetenschappelijke naam van de soort is voor het eerst geldig gepubliceerd in 2009 door Warén & Bouchet.